# إستر كوهين
استر بن دهان كوهين (بالإسبانية: Esther Bendahan)‏ محررة وروائية اسبانية يهودية سفردية، ولدت في مدينة تطوان المغربية بعائلة اسبانية من يهود سفرديم.
درست علم النفس وفقه اللغة الفرنسية في مدريد. كانت مديرة لبرنامج شالوم التليفزيوني، وتعمل حالياً كرئيسة البرنامج الثقافي لمركز سفراد الإسرائيلي. وتكتب بشكل معتاد مقالات وتقارير وتنشرها في صحف ومجلات مختلفة مثل «البلد- الباييس».
في كتابها «انس الأمر، سوف نعود قريباً»، تحكي عن طفولتها وعن تفكك المجتمع اليهودي المغربي. حصلت على العديد من الجوائز، مثل جائزة FNAC للمواهب الجديدة. وفازت بتقدير الجمهور على كتابها «إزالة أوراق الخرشوف». كما حازت على جائزة تيجري خوان الأدبية على كتابها «وجه المريخ» الذي أصدرته دار «الجايدة» عام 2007. كما كانت من النساء القلائل اللاتي حصلن على جائزة "تورينتيه باليسترو"، وذلك عن كتابها «حب وقانون :ميثاق الروح التوأم» الذي نُشر عام 2012.
و في عام 2015 قامت بتحضير دكتوراه في فقه اللغة الفرنسية، وارتكزت أطروحتها على الكاتب ألبير كوهين، حيث استعرضت فيها فكرة الآخر وتأثيرها على المؤلف: الخيال اليهودي وفكرة الآخر في أعمال ألبرت كوهين.

## أعمالها
- الحلم بالهيسبانية (بمساعدة استر بناري)2002
- الظل والبحر، موراليس ديل كورسو2003
- إزالة أوراق الخرشوف، سايكس بارال 2005
- انس الامر، سوف نعود قريباُ ، سايكس بارال 2006
- وجه المريخ ، الجايدة،2007
- سر الملكة الفارسية، مجال الكتب،2009
- معاهدة الروح التوأم، طباعات الرياح2012
- مرة واحدة فقط..من الشاطئ، من اليوم2016

## مترجمات
- باسم الآخر: تأملات حول معاداة السامية القادمة، للكاتب ألان فينكيلكروت، بمساعدة أدولفو جارسيا أوديتما- دار سايكس بارال، عام 2005
- في الازمنة القديمة، الملك لا يقبّل، للكاتبة جوان سفار، بمساعدة فيرناندو فارا دي راي واليا مانكيدا.
- شاجال في روسيا، للكاتبة جوان سفار، بمساعدة فيرناندو فارا دي راي